# Lisa Helps
Lisa Helps, née le 6 avril 1976 à London, est une femme politique canadienne. Elle est mairesse de la ville de Victoria en Colombie-Britannique de 2014 à 2022. 

## Biographie
Lisa Helps est conseillère municipale de Victoria à partir de 2011 avant d'être élue maire de la ville le 15 novembre 2014,. Elle est la seconde femme, après Gretchen Brewin, à occuper cette fonction. Elle est également directrice exécutive d'une société de microcrédit communautaire. Le 4 décembre suivant, elle est assermentée et succède à Dean Fortin. Elle est réélue le 20 octobre 2018, mais ne se représente pas en 2022.